# Mary Thomas
Pour les articles homonymes, voir Thomas.
Mary Thomas (vers 1848 - 1905), connue sous le nom de Queen Mary, fut l'une des dirigeantes des émeutes de « Fireburn » de 1878 sur l'île de Sainte-Croix dans les Antilles danoises. 

## Biographie
Mary Thomas était originaire d'Antigua et est arrivée à Sainte-Croix dans les années 1860 pour travailler dans les plantations de l'île. En 1878, elle résidait à la plantation Sprat Hall. Avant le déclenchement du soulèvement, elle avait trois enfants et avait déjà été arrêtée pour quelques délits,. Des historiens ont émis l'hypothèse que le dossier d'arrestation avait été inventé en partie par les autorités coloniales danoises afin de la discréditer aux yeux du public. 
Après l'émancipation en 1848 des Africains réduits en esclavage dans les Antilles danoises, une loi du travail de 1849 a fixé les salaires et les conditions de travail pour tous les travailleurs des plantations et interdit la négociation de meilleurs salaires ou de meilleures conditions de travail. Cela a rendu le travail dans les plantations peu attrayant et de nombreux travailleurs ont choisi de quitter les plantations et les îles pour chercher de meilleures conditions ailleurs. Le gouvernement a réagi à la pénurie de main-d'œuvre en rendant plus difficile pour les travailleurs de quitter les îles, en exigeant des certificats médicaux et en imposant des frais sur les passeports. Au moment de la renégociation des salaires à l'automne de 1878, les revendications des travailleurs furent rejetées et de nouvelles conditions entravant les déplacements furent imposées. Cela a au pour conséquence de déclencher les émeutes appelées émeutes de Fireburn, considérées comme les plus grandes émeutes ouvrières de l'histoire danoise et au cours desquelles plus de 50 plantations ont été brûlées. 
En raison de son rôle de chef de file pendant le soulèvement, Mary Thomas est devenue connue sous le nom de « reine Mary ». Les travailleurs l'ont choisie, ainsi que deux autres femmes, « la reine Agnès » et « la reine Mathilde », comme « reines" pour accomplir des fonctions rituelles et festives pendant le soulèvement. Thomas a joué un rôle de premier plan et s'est qualifiée de « capitaine » dans la rébellion. Lors d'un des soulèvements, elle aurait appelé à la décapitation de ceux qui ne voulaient pas participer. 
Elle est arrêtée puis jugée avec d'autres dirigeants du soulèvement syndical. Lors de leur procès, elle a témoigné contre un autre dirigeant, Thomas Graydon, également connu sous le nom de « colonel Peter », qui a été condamné à mort. Mary Thomas a également été condamnée à mort pour incendie criminel et pillage mais sa peine a été commuée en réclusion à perpétuité. Elle est transférée à Copenhague et placée à la prison pour femmes de Christianshavn en 1882 mais est renvoyée en 1887 dans la ville de Christiansted pour purger le reste de sa peine,.

## Héritage
Mary Thomas a obtenu un statut quasi-mythique dans la tradition orale des îles Vierges, où une chanson populaire commémore ses actions lors du soulèvement. 
L'autoroute Queen Mary à Sainte-Croix porte son nom,. 
En 2018, les artistes Jeannette Ehlers et La Vaughn Belle (en) ont créé une statue de 7 mètres de hauteur appelée « Je suis la Reine Mary » représentant Mary Thomas assise sur un trône brandissant un flambeau et un couteau pour couper la canne à sucre. La statue a été dévoilée à Copenhague en 2018. C'est, d’après ses auteurs, le premier monument public du Danemark en l’honneur d’une femme noire.

## Galerie

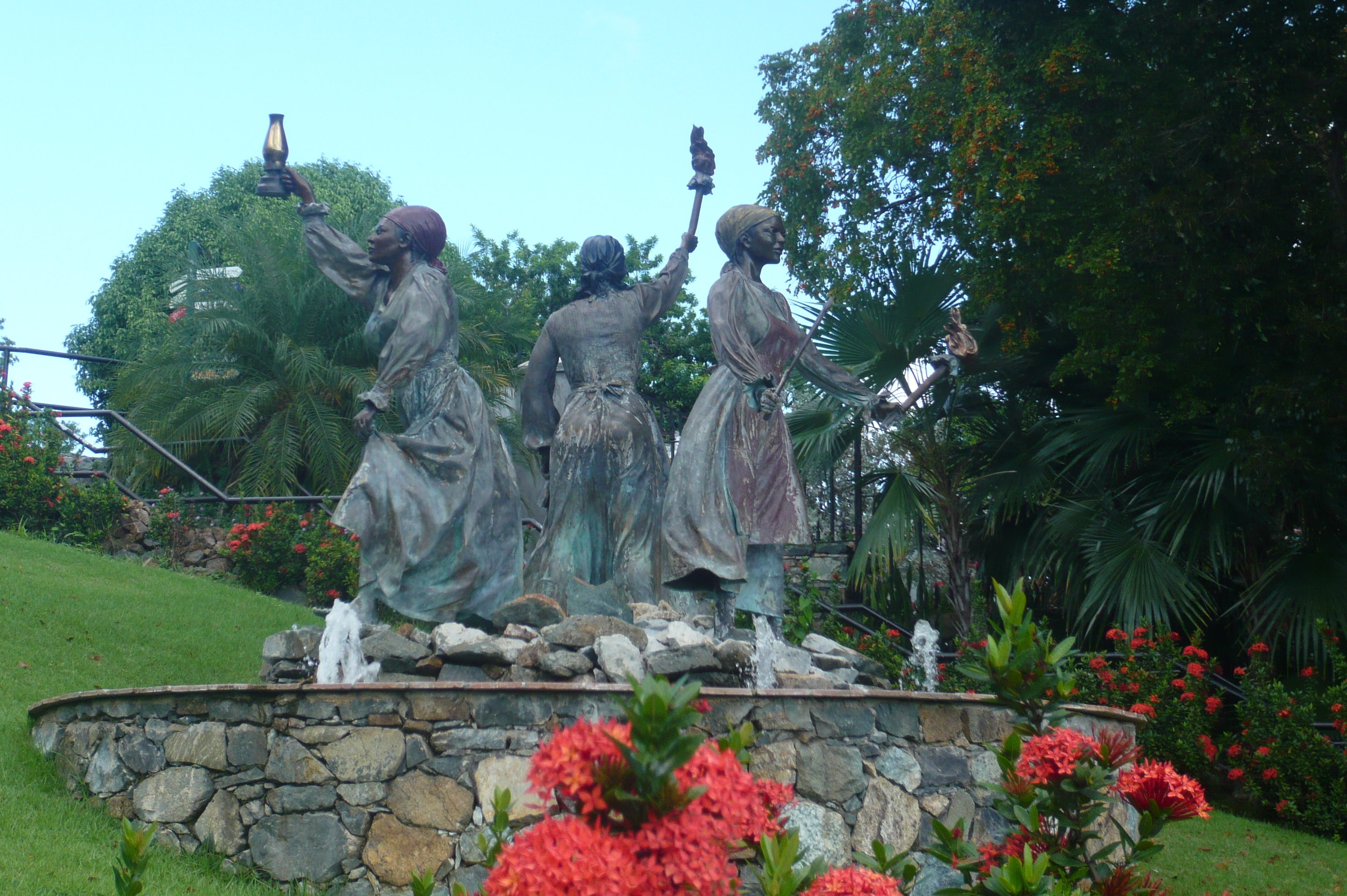
La fontaine des trois reines au Château de Barbe Noire (Saint-Thomas) rend hommage aux reines Mary, Agnes et Mathilda.
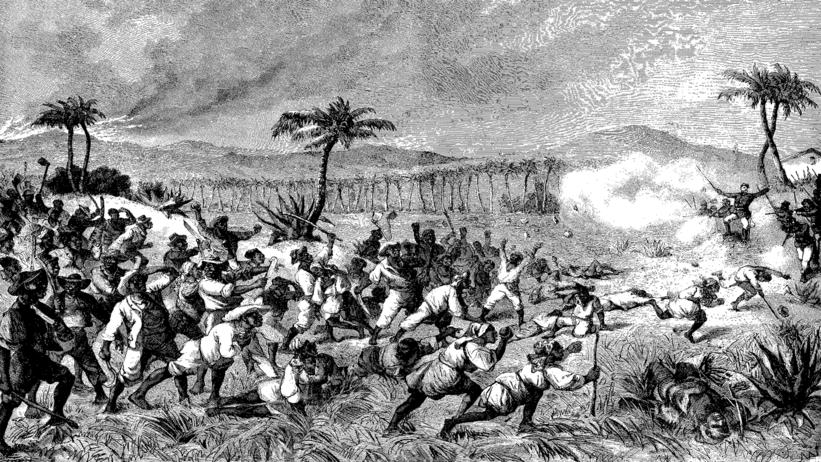
From The Revolt on St. Croix, novembre 1878

## Voir également
- Indes occidentales danoises
- Colonisation danoise des Amériques